# Rockwood (Michigan)
Rockwood é uma cidade localizada no estado americano do Michigan, no Condado de Wayne.

## Demografia
Segundo o censo americano de 2000, a sua população era de 3442 habitantes.
Em 2006, foi estimada uma população de 3360, um decréscimo de 82 (-2.4%).

## Geografia
De acordo com o United States Census Bureau tem uma área de 7,0 km², dos quais 7,0 km² cobertos por terra e 0,0 km² cobertos por água. Rockwood localiza-se a aproximadamente 177 m acima do nível do mar.

## Localidades na vizinhança
O diagrama seguinte representa as localidades num raio de 12 km ao redor de Rockwood.